# Операција Трио
Операција Трио (итал. operazione Trio), позната и као циклус операција Трио (њем. Operationszyklus Trio), прва је велика заједничка антипартизанска операција италијанских, њемачких и усташко-домобранских трупа у источној Босни током Другог свјетског рата. Спроведена је у двије етапе од 22. априла до 15. маја 1942, с циљем уништења партизанских}} и четничких групација. У првој етапи, операција Трио-1 (22—30. април), деблокиран је усташки и домобрански гарнизон у Рогатици, који је био под партизанском опсадом, а подручје источне Босне сјеверно од демаркационе линије је углавном чишћено од устаника. Током друге етапе, операције Трио-2/Фоча, враћена је контрола над територијом коју су претходно ослободили партизани, са средиштем у Фочи. Међутим, циљеви операције нису у потпуности постигнути. Партизански врховни штаб се повукао са главнином снага у Црну Гору. Четничке формације су такође избјегле ликвидацију и задржале своје присуство на подручју.
Пошто је операције изведена на подручју са обје стране демаркационе линије и захтијевала је концентрацију италијански група у њемачкој зони контроле у НДХ, припреме и спровођење били су оптерећени неслагањима и међусобним сумњама међу укљученим снагама, што је негативно утицало на координацију заједничких војних дејстава и завршило се међусобним оптужбама о узроцима неуспјеха. Као исход, на крају операције, односи између команди италијанске 2. армије и њемачких снага на југоистоку достигли су најнижу тачку, а сарадња у борби против партизана је привремено обустављена до краја 1942. године.
У југословенској и совјетској историографији, циклус операције Трио сматра се првом етапом Треће непријатељске офанзиве.

## Предисторија

### Устанички покрет у источној Босни
До прољећа 1942, источна Босна је била једно од главних жаришта оружаног устанка у Југославији. Међутим, устаничке снаге нису биле хомогене. Баш као у Србији и Црној Гори, били су подијељени на четнике и партизане. Устанички покрет у источној Босни настао је као спонтани или полуспонтани устанак. Пошто је утицај Комунистичке партије Југославије (КПЈ) у региону прије устанка био незнатан, руководство већине одреда долазило је углавном од представника бивше југословенске краљевске администрације. Најпознатији од њих био је жандармеријски мајор Јездимир Дангић, који је контролисао Власенички, Сребренички и дио Зворничког среза. Некомунистички устаници су себе традиционални називали четницима. Четници, консолидовани под Дангићевом командом, формално су се придружили Равногорском покрету Драгољуба Михаиловића, али су задржали своју самоуправу. Дакле, Дангић није послушао Михаиловићев позив у јесен 1941. да подржи његове трупе у Србији у грађанском рату који је почео са Титовим партизанима и неко вријеме је одржавао прихватљиве односе са мјесним партизанима. Главни учесници у устаничким одредима у региону били су сељаци — Срби, који су се наоружали не из идеолошких увјерења, већ због усташког терора. На преласку 1941. у 1942, након повлачења партизанске групације коју је предводио Тито из западне Србије у источну Босну, српски устанички покрет у региону постао је објекат борбе четника и партизана. Први борбени сукоб четника и партизана догодио се непосредно након образовања 1. пролетерске бригаде 22. децембра 1941. и означио је почетак оружаног сукоба између два антиокупациона покрета у источној Босни. Почетком јануара 1942, на војно-политичкој конференцији Врховног штаба и руководства народноослободилачког покрета, донијета је одлука о образовања одреда Народноослободилачке добровољачке војске Југославије, позване да у својим редовима уједине „оне родољубе који су спремни да се боре против окупатора и усташа, али не желе да се придруже ни партизански, ни четничким јединицама”. Оружане силе под руководством КПЈ преименоване су у Народноослободилачку партизанску и добровољачку војску Југославије (НОП и ДВЈ). Добровољачки одреди били су потчињени команди Врховног штаба (ВШ) и главним штабовима одговарајућих земаља. Истовремено, донијета је одлука о разоружавању устаника који нису дјеловали под контролом партизана, односно четника. Спровођење ове намјере спријечила је њемачко-хрватска антипартизанска операција Југоисточна Хрватска, али пораз устаника није довео до њиховог уједињења, већ је само погоршао међусобне оптужбе, сукобе и оружану борбу између партизана и четника. Након повлачења током операције Југоисточна Хрватска у италијанску зону војне одговорности у НДХ, партизанска групација предвођена ВШ преузела је почетком фебруара контролу над Фочом, која је постала војни-политичко средиште народноослободилачког покрета (НОП) током наредне три мјесеца. У марту 1942, ВШ је образовала оперативну групу под командом Коче Поповића, који су чиниле 2. и већи дио 1. пролетерске бригаде, и упутила је на сјевер, у подручје које су консолидовали четнички одреди под командом Дангића. Поповићева оперативна група нанијела је низ пораза четницима и 16. марта заузела њихово привремено средиште, Власеницу. Већина четника из поражених јединица прешле је на страну партизана. Међутим, акција је имала озбиљне посљедице по морал устаничког покрета и одвијала се упоредо са припремама Њемачке, Италије и Хрватске за још једну велику антипартизанску операцију у источној Босни.

### „Лијева скретања” у НОП-у и посљедице
Убрзо након пропасти устанка у Србији, на састанку Политичког бироа Централног комитета КПЈ 7. децембра 1941, одржаном у селу Дренова код Пријепоља, усвојена је резолуција којом се актуелни сукоб, који је ескалирао у свјетски рат, проглашава класном борбом под руководством Совјетског Савеза. У то вријеме, руководство КПЈ претпоставило је брзи слом нацистичког поретка у Европи након успјеха Црвене армије код Москве и закључило да ће уједињење „реакционих снага империјалистичких земаља” почети у борби против револуционарних народноослободилачких покрета, изражено у југословенским околностима у сарадњи четника са окупаторима и формација колаборационистичких режима. Посљедица тога био је закључак о потреби јачање „класне базе” и „радничко-сељачког језгра” НОП-а, као и његове радикализације. Курс КПЈ ка класно-револуционарном нагласку, касније назван „лијево скретање” у НОП-у, пратили су масовне репресије против појединаца, који су категорисани као „капиталистички елементи”, „кулаци”, „непријатељски настројени” и осумњичени да су стварни или потенцијални учесници „пете колоне”. Репресија партизана допринијела је јачању утицаја четника међу Србима Црне Горе, Херцеговине и источне Босне, као и на српске устаничке јединице које су дјеловале на том простору, а које нису биле под контролом партизана, представљале су све веће потешкоће за НОП. Смањење базе регрутовања, недостатак стабилних извора снабдијевања оружјем, муницијом и храном, заједно са четничком пропагандом, неповољно су утицали на борбених дуг партизанских одреда.

### Колаборација четника
Ситуација у покрету отпора на територији НДХ обиљежио је не само грађански рат између двије војно-политичке силе, већ и колаборационизам четника. Начелник Команде Источне Босне и Херцеговине ЈВуО мајор Дангић, водио је преговоре са командантом њемачких снага у Србији генералом Паулом Бадером, од јануара до априла 1942. и тајно договорио сарадњу четника са Нијемцима у борби против партизана. Њемачка страна је признала одређене прерогативе четника у сјевероисточној Босни и снабдијевала их оружје и муницијом. Овај пројекат је изазвао приговоре усташких власти и њемачког руководства, док је италијанска команда прихватила сарадњу са четницима и пружила им свестрану помоћ у Босни и Херцеговини, као и у Црној Гори. Сарадња Италијана и четника почела је на прелазу прољеће на љето 1941, када су Срби почели да бјеже од усташког терора на територију коју је анектирала Италија и тамо пронашли извјесну заштиту код мјесне администрације. Тенденција у корист Срба, који су били изложени усташком терору, развила се након што је Италија увела своје трупе у Другу и Трећу зону војне одговорности. Да би зауставила устанак и осигурала контролу над овим територијама, италијанска команда је ступила у контакт са устаничким формацијама које су дјеловале на националној, некомунистичкој основи, као и са четницима, и почела је с њима да склапа споразуме о ненападању. Истовремено, Италијани су дјеловали као фактор у обуздавања усташког режима и спрјечавању терора над Србима и постепено су прешли на пребацивање дијела оружја, материјала и хране четницима. Заузврат, четници су координисали своје акције против партизана са италијанском командом.

### Окупационе силе
У првим мјесецима након проглашења НДХ у источној Босни није била хрватских оружаних формација. До новембра 1941, бројност јединица Домобранства била је око 55.000 припадника, а формација Усташке војнице око 15.000 људи. У Сарајеву је био стациониран 7. пјешадијски пук. На територији Тузланског и Кладањског среза био је стациониран 8. пјешадијски пук. У зону одговорности 6. пјешадијског пука спадала је Бијељина и околина. Границу са Србијом и Црном Гором чувала су четири домобранска батаљона, који су у просјеку имали по 832 припадника. Трупе НДХ нису биле у стању да самостално ликвидирају устанак у Босни и била им је потребна помоћ савезника — Њемачке и Италије. Међутим, након пораза код Москве зиме 1941/42, Њемачка није имала капацитете да пребаци додатне дивизије у окупирану Југославију ради борбе против партизана, као што је то био случај током гушења устанка у Србији у јесен 1941. године. Због тога је њемачка команда била приморана да се у Србији и НДХ задовољи ограниченим војним контингентом од четири окупационе дивизије и да се обрати савезнику Италији за подршку у борби против устаника. Италијанска 2. армија, стационирана у НДХ, бројала је 226.770 људи подијељених у дванаест дивизија закључно са 1. децембром 1941. и имала је највећи војни контингент на југословенском тлу. Истовремено, италијанско-хрватски односи на прелазу 1941. у 1942. постали су затегнути због територијалних несугласица, ограничавања власти усташког режима у италијанског зони војне одговорности, као и тенденција команда 2. армије да сарађује са непријатељем НДХ — четницима. У тим условима, Италија је настојала да прошири свој утицај у региону источног Јадрана, а усташки режим је настојао да се супротстави италијанским намјерама.
Плашећи се раста устанка на прољеће, њемачке, италијанске и хрватске команде почеле су у марту 1942. да планирају заједничку операцију с циљем сузбијања устанка у источној Босни..

## Припрема, план операције и сукобљене стране
Одлука о спровођењу заједничке операције уништења устаника у источној Босни донијета је на конференцији представника њемачке, италијанске и хрватске команде, одржаној у штабу италијанске 2. армије у Опатији 2—3. марта 1942. године. Операцији је дат кодни назив „Трио”, што одговара броју учесника. Ток преговора обиљежиле су тешкоће везане за италијанску жељу за хегемонијом над НДХ и међусобним неповјерењем и сумњом које се до тада развило у односима између њемачке и италијанске команде. Сукоб интереса манифестовао се у питањима командовања операцијом, координације подручја гдје би се она изводила, утврђивање периода присуства италијанских трупа сјеверно од демаркационе линије и враћање контроле НДХ над територијама које су окупирали устаници, као и проблему сарадње са четницима итд. Истовремено, Италијани су успјели да постигну прихватање већине својих услова захваљујући свом највећем доприносу предстојећим војним операцијама (италијанска страна је за операцију обезбиједила три дивизије, њемачке једну, а хрватска 8—10 батаљона). Према договору учесника конференције, вођство операције повјерено је команданту италијанске 2. армије, генералу Марију Роати, а оперативна контрола снага повјерена је команданту њемачких снага у Србији, генералу Паулу Бадеру. За вријеме операције, демаркациона линија у НДХ је укинута, а питање времена за предају подручја Босне очишћених од устаника хрватским властима, пренијето је у надлежност генерала Роате. Посљедње двије тачке одлука конференције изазвале су забринутост међу руководством НДХ, које је сумњало да ће Италијани задржати контролу над Сарајевом. На конференцији је такође одлучено да се не прави разлика између партизана и четника и да их све сматрају побуњеницима (њем. Rebellen). Упркос незадовољству које је изражавао Хитлеров штаб због предности које је постигла италијанска страна, нацрт плана операције је Хитлер одобрио 17. марта 1942. године.
Детаљи операције договорени су на састанку у Љубљани од 28. до 29. марта. Тамо је, на приједлог генерала Роате, поништена клаузула са конференције у Опатији којом се забрањује сарадња са четницима. На одлуку је утицала значајна промјена у односу снага у зони операције која се догодила дан прије, након пораза који је оперативна група Коче Поповића нанијела Дангићевим четницима, усљед чега су партизани постали једина устаничка група у средишњем дијелу источне Босне. Према Роатиним аргументима, које је Бадер прихватио, четници су престали бити независна снага и морали су бити искоришћени за слабљење партизана. Сарадња четника са силама Осовине имала је за циљ подјелу устаника, продубљене разлика међу њима и њихово лакше касније ликвидирање. Неповољан став НДХ по овом питању је фактички занемарен.
Након преговора у Опатији и Љубљани, предвиђено је спровођење циклуса операција у источној Босни, који се састојао од три етапе. Прва, операција Трио-1, имала је за циљ уништење устаника у подручју Хан Пијесак — Вишеград — Горажде — село Прача. Током друге етапе Трио-2, планирало је чишћење окука Дрине у подручју Сребренице, Власенице и планине Јавор. Током треће етапе, Трио-3, планирано је уништење устаника на планини Озрен, између ријека Спрече, Босне и Криваје.
Главну улогу у операцији имале су италијанске трупе. У операцији су учествовале три дивизије италијанске 2. армије: 5. алпска дивизија Пустерија, 1. алпска дивизија Тауринезе, 22. пјешадијска дивизија Качатори деле Алпи, као и јединице њемачке 718. пјешадијске дивизије. Ове јединице су формирале оперативну борбену групу под командом генерала Бадера.
Роата је 30. марта за датум почетка операције одредио 15. априла 1942. године. Истовремено, руководство НДХ је сумњало да се италијанске трупе неће вратити иза демаркационе линије по завршетку операције и да ће задржати контролу над Сарајевом. Да би лишила Италијане потребом за присуство сјеверно од демаркационе линије, хрватска команда је одлучила да самостално и без координације са савезницима спроведе другу етапу операције Трио против четничког упоришта на луку Дрине. Усташка борбена група, формирана у ту сврху и сачињена од тру батаљон под командом Јуре Францетића, покренула је офанзиву 1. априла из Хан Пијеска у правцу Власенице, из које су се дан раније повукле јединице оперативне групе пролетерских бригада. Током наредних дванаест дана, Францетић је поразио Дангићеве четнике на луку Дрине и поново успоставио у усташку власт у Власеници, Дрињачи, Братунцу, Сребреници и околном подручјима. Истовремено, према Бадеровом извјештају од 20. априла 1942, упућеном команданту њемачких трупа на југоистоку, генералу Кунцеу, усташе су починиле масовне злочине над Србима. Наредном Врховне команде Вермахта од 6. априла 1942, забрањени су преговори са нерегуларним непријатељским снагама, укључујући и српске устанике. Дангића су Нијемци ухапсили 13. априла, а 17. априла су га послали у логор за ратне заробљенике.
У међувремену, због проблема са снабдијевањем италијанских дивизија и кашњења кретању ка почетним положајима, Роата је промјерио датум почетка операције са 10. на 25. априла. Њемачка команда се плашила да су партизани сазнали за предстојећу акцију и да се спремају за повлачење из зоне операције. Под тим изговором, командант њемачких трупа на југоистоку, генерал Кунце, одлучио је да искористи војни успјеха Францетићевих усташа да спријечи ширење италијанског утицаја сјеверно од демаркационе линије и наложио Бадеру да развије план за њемачко-хрватску офанзиву, која би заобишла Роату с циљем деблокирања хрватског гарнизона у Рогатици, којег су у окружењу држали партизани.
Развој потпуно новог плана за операцију Трио-1 завршен је 20. априла. Главна улога у операцији деблокирања Рогатице додијељена је њемачкој 718. пјешадијског дивизији, појачаној једним батаљоном 717. пјешадијске дивизије. На хрватској страни била је распоређена усташка борбена група Францетића, коју су чинила 2—3 батаљона и вод брдске артиљерије. Упркос доласку претходних јединица италијанске дивизије „Тауринезе” у Сарајево из Мостара 21. априла, њихово учешће у операцији Трио-1 није било предвиђено. Роата је 21. априла коначно одобрио Бадеров предложени план, а почетак операције за заказан за 22. април. Према плану, њемачко-хрватске трупе требало је да изведу средишњу офанзиву у правцу Рогатице: 718. дивизија са линије Подлозник — Соколац — Хан Пијесак, Црна легија са линије Џимрије — Боровац и ојачани батаљон 737. пука 717. пјешадијске дивизије с линије Гођење — Слап. Преостали батаљони 737. пука обезбјеђивали су блокаду рејона операције дуж Дрине од ријеке Жепе до Вишеграда.
Уочи операције, трупе НОП и ДВЈ у источној Босни састојале су се од: 1. и 2. пролетерске ударне бригаде, Дринског, Власеничког, Сребреничког, Рогатичког и Јахоринског добровољачког одреда, Романијског, Бирчанског, Озренског и Калиновичког партизанског одреда, као и од партизанског одреда Звијезда. Поред тога, у Херцеговини су били стационирани Сјевернохерцеговачки и Јужнохерцеговачки партизански одреди под командом Оперативног штаба Херцеговине. На територији Црне Горе налазили су се: Ловћенски, Комски, Никшићки, Зетски и Дурмиторски партизански одреди под командом оперативног штаба Херцеговина, као и Бјелопољски, Пријепољски и Златарски партизански одреди под командом Главног штаба Санџака. Укупан број трупа био је око 18.000 људи.

## Ток операције
Циклус операција Трио је спроведен у двије етапе. У првој етапи, операцији Трио-1 (22—30. април), усташко-домобрански гарнизон у Рогатици, који је био под партизанском опсадом, је деблокиран, а подручје источне Босне сјеверно од демаркационе линије је углавном очишћено од устаника. Током друге етапе, операције Трио-2/Фоча (2—15. мај), враћена је контрола над територију коју су претходно ослободили партизани, са средиштем у Фочи.
У југословенској и совјетској историографији, циклус операција Трио познат је и као Трећа непријатељска офанзива.

### Операција Трио-1
Пошто су од 15. до 20. априла заузеле почетни полукружни положај, њемачке и хрватске трупе су 22. априла покренула офанзиву на Романији, Гласинцу и у околини Рогатице. Врховни штаб је настојао да избјегне одлучујући битку са надмоћнијим непријатељским снагама, па је прекинуо блокаду Рогатице и наредио својим јединицама да се повуку преко Праче у италијанску зону. Четнички одреди, који су бројали до 2000 људи, а који су се нашли у зони операције Трио-1, нису пружили отпор и, подијеливши се у мање групе, склонили су се у шуме. Нијемци и Хрвати су 27. априла ушли у Рогатицу и у наредна два дана пробили су се у долину Праче. Ту су се зауставили како би дочекали напредовање италијанске дивизија „Тауринезе” из околине Сарајева и „Качатори деле Алпи” из Невесиња у правцу Калиновика и Фоче. Истовремено, дивизија „Пустерија” из Пљевља је неочекивано за савезнике, започела војне операције 22. априла. Савладавши отпор партизанских одреда Главног штаба Санџака, 23. априла је без борбе заузела Чајниче, 24. априла је стигла до Дрине наспрам Горажда, а 25. априла заузела је деснообални дио овог партизанског упоришта. Исход операције Трио-1 био је готово потпуно протјеривање партизана из њемачке у италијанску зону одговорности НДХ. Подручје планине Игман код Сарајева, раније је било укључено у зону операције Трио-2. Губици партизана били 80 погинулих и 786 заробљених. Истовремено, дивизија „Пустерија” је заробила 488 партизана. Уз ове резултате, као исход операције Трио-1, италијанска страна је изгубила формални изговор за дуже присуство својих трупа сјеверно од демаркационе линије.

### Операције Трио-2/Фоча
Након пребацивања италијанске дивизије „Тауринезе” у Сарајевски срез, савезничке снаге су 2. маја започеле другу етапу циклуса операција — Трио-2 (познату и као операција Фоча). Замисао операције била је да опколи и ликвидира групације НОП и ДВЈ на подручју Сарајево — Горажде — Фоча — Калиновик. У операцији су учествовале једна њемачка и три италијанске дивизије. Италијанима је додијељена главна улога у операцији. Њемачка 718. пјешадијска дивизија напредовала је у пет борбених група, заједно са помоћним усташко-домобранским јединицама, са сјевероистока у подручје под контролом партизана између Фоче и Трнова, потискујући их на југ у „котао” који су припремали Италијани. Јужни дио обруча од Калиновика према Фочи и до Вишеграда требало је да затворе три италијанске дивизије. Италијанска дивизија „Тауринезе” напредовала је са сјеверозапада преко Трнова ка Калиновику и Јахорини. Њој у сусрет и дивизији „Пустерија” са југа у двије колоне — једна дуж пута Невесиње — Улог — Калиновик, а друга из Гацка на Фочу — дивизија „Качатори деле Алпи”. Дивизија „Пустерија” блокирала је могуће путеве за бјекство партизана на истоку преко Дрине.
Као и у периоду припрема за операцију Трио, већ сљедећег дана операције појавиле су се противрјечности у међусавезничким односима и услиједио је италијански одговор на претходно некоординисане акције Нијемаца и Хрвата. Начелник Генералштаба Уго Каваљеро је 3. маја повукао три италијанске дивизије из борбене групе генерала Бадера и ставио под команду 6. армијског корпуса Ренца Далмаца. Као одговор на протест њемачке стране, под Бадерову команду је враћено само дивизија „Пустерија”.
У међувремену, операција је настављена. Њемачке 718. дивизија је 4. маја прешла Прачу и, не наилазећи на јак отпор партизана, чешљала подручје између Месића, Устипраче и Горажда до 6. маја. Јединице дивизије су 8. маја без борбе заузеле лијевообалну страну Горажда и у предграђима заробила око 5000 људи, углавном избјеглица, пошто је само мали дио њих био наоружан. Њемачке трупе и јединице дивизије „Пустерија” ушле су у Фочу 10. маја, који су напустили припадници 1. пролетерске бригаде. Послије Фоче, Нијемци су се окренули на запад и чешљали дионицу пута Фоча — Калиновик. Овим акцијама завршена је мисија 718. дивизије у операцији Трио-2.
Дивизија „Тауринезе” је, с почетком операције, очистила подручје Сарајева и 9. маја без борбе заузела Трново. На путу ка селу Добро Поље, савлада је отпор Калиновичког партизанског одреда и приморала га на повлачење. Претходнице дивизије „Тауринезе” су 10. маја успоставиле први контакт с јединицама 718. дивизије. Добро Поље је заузето без борбе, а Калиновик деблокиран, 11. и 12. маја.
Дивизија „Пустерија” је дјеловала у подручје с великом концентрацијом партизанских формација. Њене јединице су 1. маја одбила трочасовни партизански напад на Чајниче. Упориште дивизије у Милену се 5. маја нашло пад снажним партизанским нападом, који је одбијен уз велике губитке. Сљедећег дана дошло до напада на конвој за снабдијевање на ободу Чајнича. Након овога, дивизија је претрпјела нове губитке у сукобима са партизанима, имала је 20 погинулих и 30 рањених до 8. маја. Напад на Милено је поновљен 10. маја, након чега су се партизани повукли из околине Чајнича и Горажда ка предграђу Пљевља. Посљедња битка јединица дивизије са партизанима током операције Трио-2 одиграла се током напада 2. пролетерске бригаде на Фочу у ноћи између 18. и 19. маја. Током двочасовне битке, погинула су 2 италијанска официра и 2 војника, а неколико војника је рањено. Партизански губици нису утврђени.
Задатак дивизије „Качатори деле Алпи” био је да опколи партизанско подручје са југа с циљем затварања обруча, повезујући се са италијанским дивизијама код Фоче и Доброг Поља. Дивизија је требало да наступи из Невесиња са двије тактичке пуковске борбене групе: једна преко Гацка до Фоче, друга од Калиновика и Доброг Поља. Већ приликом напредовања на почетком положају код Гацка, којег су блокирали партизани, дивизија је наишла на жесток отпор партизана. Борбе код Гацка трајале су од 25. до 28. априла, а губици Италијана били су 7 погинулих, 34 рањених и 54 несталих. Недјељу дана након што је Гацко деблокирано, дивизија је 6. маја почела продор на сјевер. Борбена група, која се кретала правцем Улог — Калиновик — Добро Поље, суочила се са групом партизана која је бројала око 1300 људи. Центар партизанске одбране налазио се у Улогу, који је имао утврђење које је изградила Аустроугарска војска. Напредовања Италијана било је споро. Дивизија је заузела Улог 8. маја у 14 часова, али је потом офанзива још више успорена. Дивизија је 10. маја заузела село Стране, које се налази 2,5 км од Улога. Потискујући партизане, Италијани су 12. маја стигли до уништеног моста 4,5 км од Калиновика. Међутим, Калиновик су истог дана заузеле јединице дивизије „Тауринезе” и борбена група је враћена у Невесиње.
Друга борбена група дивизије „Качатори деле Алпи” није успјела да заврши свој задатак затварања обруча у Фочи. На путу сјеверозападно од Гацка стајала је партизанска групација од око 2000 људи, стационирана у селима Сливља, Дубљевићи и Југовићи. Италијани нису успјели да савладају партизанску одбрану и нису напредовали даље од Чемерна, које се налази 10 км сјевероисточно од Гацка. Због неуспјеха дивизије „Качатори деле Алпи”, савезници нису били у стању да затворе обруч око снага НОП и ДВЈ. Искористивши то, Врховни штаб је, заједно са језгром партизанске војске смјештеним на Заленгори између Фоче и Гацка, напустио обруч преко Жабљака и Плужина у погранични регион између Црне Горе и Херцеговине.
Операције је прекинута 15. маја. Због неуспјешног опкољавања и бјега партизана, генерал Бадер је оцијенио операцију Трио-2/Фоча као неуспјешну, а за неуспјех је окривио дивизије „Качатори деле Алпи”. Генерал Роата је, заузврат, сматрао да је разлог неуспјеха „преурањени и неочекивани почетак” операције њемачко-хрватских трупа.

## Мајска криза НОП и ДВЈ
Уочи операције Трио, српске устаничке формације у источној Босни изгубиле су свог вођу, а значајан дио њиховог особља прешао је у партизане. Врховни штаб је разматрао планове за уједињене ослобођених територија Црне Горе, источне и западне Босне. У овој ситуацији, штаб се суочио са проблемом Озренског партизанског одреда. Већина бораца су били српски сељаци, иако су послушали војна наређења ВШ, нису дијелили претензије комуниста на вођство и њихов политички курс заоштравања класне борбе. Формирање добровољачке војске у јануара 1942. створило је предуслове формирање националног фронта и уједињење бораца који нису везани комунистичком идеологијом у редовима НОП и ДВЈ. Истовремено, командант Главног штаба НОП и ДВЈ Босне и Херцеговине Светозар Вукмановић Темпо, покушао је да дисциплинује Озренски одред помоћу групе пробраних бораца. Акције је била неуспјешна. У одреду је 18. априла избио четнички преврат, па су Вукмановић и група лојалних партизанима морали брзо да се повуку са губицима. Након тога, Озренски одред више није постојао (поново је формиран 20. августа 1943. као дио 17. ударне дивизије НОВЈ-а).
Накнадни догађаји од априла до маја 1942. били су резултат антипартизанске операције Трио, војних акција италијанских и четничких трупа против партизана у Херцеговини, Црној Гори и Санџаку, као и „лијева скретања” у КПЈ. Послије првих сукоба са непријатељем, све добровољачке јединице су се распале, а њихови борци су или отишли кући или су се придружили четницима. Озренски одред су слиједили: Калиновички, Романијски, Зенички партизански одреди и партизански одред Звијезда. Чак и под овим условима, пораз током борбених дејстава операције Трио и повлачење партизанске група из источне Босне, ВШ НОП и ДВЈ би сматрао привременим неуспјехом да је постојала могућност повратка на стварну базу народноослободилачког покрета у Црној Гори и реорганизације снага тамо. Међутим, због озбиљне кризе која се у Црној Гори захуктала током протеклих неколико мјесеци, таква могућност није постојала у другој половини маја 1942. године. „Лијева скретања” је и овдје довело до губитка народне подршке партизанима и консолидације и јачања четничких формација. Упоредо са сличним догађајима у источној Босни, бројне црногорске партизанске јединице доживјеле су преврате, а борци су потом пребјегли у редове четника. Покушај главне партизанске групе да се проби до Колашина 16. маја није успио због свеобухватне офанзиве четника са сјевера и југа. Оперативна зона партизана била је ограничена на подручју сјевероисточне Црне Горе између Пиве и Таре. Тако је политички пораз партизана у грађанском рату са четницима постао тежи за руководство КПЈ, него протјеривање из источне Босне због антипартизанских операција.

## Накнадни догађаји
Операција Трио-3 није извршена због слома Озренског партизанског одреда 18. априла 1942. године. Штаб борбене групе генерала Бадера укинут је 28. маја 1942. године. Борбе између италијанских трупа и четника против партизана у Санџаку, Црној Гори и Херцеговини наставиле су се током цијелог маја и прве половине јуна. Италијанске јединице и борбене групе, као и четнички одреди, напредовали су из сљедећих области: Грахово, Никшић, Колашин, Мојковац, Шековићи, Пријепоље, Пљевља, Чајниче, Фоча, Калиновик, Невесиње, Гацко, како би потиснули партизане у простор између ријека Таре, Пиве и Сутјеске и, стезањем обруча, униште снаге НОП и ДВЈ. Да би се постигао овај циљ, распоређене су сљедеће јединице: дивизија „Качатори деле Алпи”, јединице пјешадијских дивизија „Мурђе”, „Марке”, „Таро”, „Ферара”, „Венеција” и Пустерија, борбена група алпске дивизије „Алпи Граје”, као и четничке и домобранске формације.
Јединице и одреди НОП и ДВЈ избјегавали су фронтални сукоб са надмоћнијим непријатељем, маневрисали су и појачали своје групе у угроженим правцима како би успорили напредовање непријатеља и избјегли опкољавање. У другој половини маја, ВШ је пребацио главне снаге 1. и 2. пролетерске бригаде на Дурмитор и Голију, како би помогао црногорским и санџачким партизанским одредима у повлачењу. Водеће жестоке и тврдоглаве борбе на боковима повлачења, пролетерске бригаде и црногорски ударни батаљони обезбиједили су излазак главнине партизана на Зеленгору. До средине јуна тамо су се окупиле преостале јединице са територије Санџака, Црне Горе и Херцеговине, које су бројале око 3500 бораца и око 600 рањеника са великим бројем избјеглица.
До 10. јуна, ВШ је реорганизовао све партизанке одреде који су стигли до Зеленгоре у три пролетерске бригаде: 3. санџачку, 4. и 5. црногорску бригаду и Херцеговачки партизански одред. Укупан број партизана, реорганизованих у пет пролетерских бригада и један одред, износио је око 5000 људи. Одлука о принудном походу ВШ са ударном групом од четири бригаде у Босанску Крајину донесена је 19. јуна. 5. пролетерска бригада и Херцеговачки одред (укупно око 1200 људи) остали су на Зеленгори, ради обезбјеђивања болнице и избјеглица. Добили су наређење да развију активност у правцу Црне Горе, а у случају непријатељске офанзиве да напредују ка источној Босни или да прате ударну групу.

## Посљедице
Операција Трио поклопила се са ескалацијом грађанског рата између четника и партизана и допринијела је настанку Мајске кризе у НОП-у. Као исход операције Трио, скоро цијела територија источне Босне враћена је под контролу НДХ. Партизанске и добровољачке јединице које су овдје биле активне прије почетка операције, распале су се усљед војних акција, разних тешкоћа, политичке кризе изазване „лијевим скретањима” и четничком пропагандом. Остала су само три ударна батаљона: Бирчански и остаци (око 50 људи) раније највећег Калиновичког одреда. Утицај партизана био је ограничен у Бирчу, периферији Власеничког, Кладањског и Зворничког среза. Након тога, источнобосанска регија је остала једна од упоришта Равногорског покрета све до краја рата.
Према оперативном штабу борбене групе генерала Бадера, партизанску губици током операције Трио-1 били су 80 погинулих и 786 заробљених. Губици сила осовине: Нијемци — 4 погинула и 11 рањених, усташе и домобрани — 9 погинулих и 11 рањених, Италијани — 3 погинула и 1 рањени. Према команди њемачких трупа на југоистоку, током операције Трио-2, губици партизана били су 107 погинулих, 230 рањених и 741 заробљени. На њемачкој страни, погинула су 2 војника.
Истовремено, језгро НОП и ДВЈ — најспремније за борбу и политички најпоузданије 1. и 2. пролетерске бригаде — предвођене ВШ, избјегле су уништење и повукле се у Црну Гору. Истовремено, пролетерске бригаде нису претрпјеле значајне губитке у људству и војној опреми.
Током припреме и спровођења првог заједничког италијанско-њемачко-хрватског циклуса антипартизанских операција, појавиле су се противрјечности међу савезницима. За команду италијанске 2. армије било је очигледно да Хрвати и Нијемци блокирају покушаје италијанске стране да прошири свој утицај у њемачкој зони војне одговорности. Узимајући то у обзир, италијанска команда је извршила прилагођавање своје политике према НДХ и, умјесто проширивања граница своје војне одговорности, усмјерила се на обезбјеђивање анектираних дијелова Далмације и Словеначких земаља. У том циљу, 2. армија је почела да повлачи своје војне контингенте из Треће зоне у НДХ. Италијани су 25. маја напустили Босански Петровац, 30. маја Дрвар и 1. јуна Прозор и Гламоч. Дивизије „Тауринезе” и „Перуђа” пребачене су у Црну Гору, а дивизије „Таро” и „Пустерија” које су биле тамо стациониране, враћене су у Италију.
На крају операције Трио, односи између команди 2. армије и њемачких снага на југоистоку достигли су најнижу тачку. Представник Вермахта, генерал Глајзе-Хорстенау, и њемачки изасланик у НДХ, Зигфрид Каше, информације о повлачењу италијанских трупа из Треће зоне у прве три седмице добијали су само од хрватских власти. Истовремено, команда Вермахта на југоистоку није знала ништа о повлачењу све до средине јуна 1942. године. Сарадња италијанске и њемачке команда у борби против устаника, прекинута је послије операције Трио, а обновљена је тек на прелазу из 1942. у 1943. припремама за операцију Вајс, када је пријетња од устанка постала превелика.
Под утиском пораза и критика из Москве, руководство КПЈ је 19. јуна 1942. осудило „лијева скретања”, оцијенивши га као „грешке” које су биле „секташке природе” и одлучило да премјести пролетерске бригаде предвођене ВШ у Босанску Крајину, гдје повлачење италијанске 2. армије оставило вакуум, а партизанске јединице су наставиле да доминирају у грађанском рату над мјесним антикомунистичким формацијама. Центар војних операција је премјештен на ово ратиште.
Још једна посљедица операције Трио била Добровољачка антикомунистичка милиција, коју је успоставила италијанска команда у зонама своје војне контроле над територији НДХ, у којој су четничке формације легализована.
Сумирајући операцију Трио, њемачки историчар Клаус Шмидер пише: „Генерално, за њемачку војску и дипломате, операција Трио је јасно показала главни проблем њемачке окупационе политике у Хрватској: хрватска влада је италијанску окупацију доживљавала првенствено као пријетњу, која је била само мало мања од пријетње од партизана; италијанска политика се колебала између експанзије и повлачења трупа и створила је додатни фактор нестабилности подржавајући национални српски елемент; и коначно, слабо њемачко присуство на сјеверу земље фактички је постало посљедња баријера између НДХ и њеног уништења — да ли од стране устаника или Италијана”.